# Amir Hețroni
Amir Hetsroni (în ebraică אמיר חצרוני; n. 6 februarie 1968, Tel Aviv, Israel) este un profesor de comunicare și jurnalist israelian. A devenit cunoscut, printre altele, printr-o serie de declarații controversate.

## Carieră academică
Hetsroni a studiat la Liceul de Arte A din Tel Aviv și a obținut o licență în psihologie la Departamentul de Film și Televiziune al Universității din Tel Aviv în 1993. În 1999, a finalizat un doctorat în comunicare la Departamentul de Comunicare al Universității Ebraice din Ierusalim, sub supravegherea Hanna Adoni și Yaacov Shamir.
A lucrat ca lector în comunicare la Colegiul Academic Emek Yezreel între 2000 și 2009, iar din 2009 la Universitatea Ariel, unde a obținut titlul de profesor recunoscut de מל"ג יו"ש, de Universitatea din Liverpool în Anglia și de alte două universități din China și Istanbul.
În august 2014 a fost concediat de la Universitatea Ariel, dar în octombrie 2014, a fost reangajat printr-o decizie a instanței. Ulterior, a fost plasat în concediu fără plată până la finalizarea procedurilor de concediere la 30 septembrie 2015. În 2016, a început să predea la Universitatea Koç din Istanbul, de unde a fost concediat în 2021.

### Cercetare academică
Cercetările sale timpurii s-au concentrat în principal pe capacitatea formatelor de televiziune globale, cum ar fi Jocuri concurs, de a se adapta la cultura locală. Ulterior, a studiat impactul conținutului televizat controversat, sexual și violent, asupra percepției realității de către spectatori.
Aceste studii aparțin școlii "construcției realității" sau "teoriei cultivării" (Cultivation theory), dar Hetsroni estimează că influența televiziunii este mai limitată decât abordarea predominantă a școlii, deoarece vizionarea are loc de obicei fără o implicare ridicată, iar impactul în sine și direcția sa depind de factori socio-demografici de bază și de variabile psihologice. Această concluzie l-a condus pe Hetsroni să adopte o poziție critică față de reglementarea difuzării televizate.

## Carieră media
În decembrie 2013, a publicat un roman intitulat "Pitsuchim" prin editura Yedioth Sfarim (Cărțile Yedioth), o ficțiune autobiografică care are loc în Israel în anii optzeci și conține elemente autobiografice. Romanul nu a avut un succes comercial semnificativ, dar a fost lăudat de critici.
În 2015, a găzduit emisiunea "Parashat Haveroa" în colaborare cu Racheli Rotner. În 2016, a participat la o serie de televiziune documentar-comedie intitulată "Recalcularea traseului" regizată de Hanoch Daum. În 2017, a început să susțină spectacole de stand-up comedy, și a început să difuzeze programe de televiziune online în cadrul emisiunii "Sha'ot Sherut" (Ora de Serviciu) la "Shalalit TV", în colaborare cu Benny Ziffer.
În mai 2020, filmul "Amir Hetsroni: Studiu de caz" (Amir Hetsroni | Case Study), un documentar despre viața sa, regizat de psihologul și regizorul elvețiano-israelian Giuseppe (Yossi) Strenger, a câștigat premiul "Cel mai bun documentar" la Festivalul Internațional de Film din Elveția (SIFF). Mai târziu în același an, "Studiu de caz" a participat și la alte festivaluri din Europa, inclusiv Italia, Anglia și Austria, unde a câștigat și premiul pentru cel mai bun montaj. Filmul a fost filmat la sfârșitul anului 2016, la aproximativ o lună după moartea tatălui lui Amir, David Hetsroni, și urmărește procesul de doliu al lui Hetsroni și relația sa cu Shirin Novi, partenera sa de atunci. Filmul a fost filmat de Aharon Treitel.
În septembrie 2021, Hetsroni a început să difuzeze o oră săptămânală pe site-ul media "Televiziune online". În octombrie, a participat la filmul lui Naor Zion "Frații Shirara 2".
În septembrie 2024, a fost anunțat că Hetsroni este așteptat să găzduiască o emisiune scurtă de interviuri pe site-ul "Ahla News". Emisiunea va fi într-un stil sarcastic și va include episoade scurte adaptate rețelelor sociale. În cadrul emisiunii, persoanele intervievate vor trebui să sară pe o trambulină în timp ce răspund la întrebările lui Hetsroni. Emisiunea a pornit de la un interviu înregistrat cu Hetsroni și a evoluat în acest format.

## Opinii și controverse
Hetsroni a publicat articole în diverse ziare și și-a exprimat opiniile adesea prin intermediul contului său personal. Printre altele, a vorbit vehement împotriva aducerii pe lume a copiilor atunci când condițiile economice nu permit acest lucru, împotriva Legea reîntoarcerii și a identității evreiești a statului Israel, împotriva serviciului militar în Forțele de Apărare ale Israelului și a importului de mirese și femei în Israel, și despre nivelul scăzut, în opinia sa, al colegiilor academice.

### Gen și drepturile femeilor
În 2014, Hetsroni a scris un răspuns pe o pagină "Unul din fiecare unul", unde femeile scriau despre agresiunile sexuale la care fuseseră supuse în viața lor: 
„Creativitatea artistică a fetelor, pe care chiar și violatorii mizerabili și disperați le-ar ignora în viața de zi cu zi din cauza lipsei lor de atractivitate, merită o laudă specială pentru capacitatea lor de a construi o lume bogată și senzuală, unde o femeie cu barba lui Herzl și burta lui Fouad este o țintă sexuală dorită chiar și pentru Brad Pitt.”
 În urma acestei declarații, Universitatea Ariel a decis să-l concedieze.

### Poziții politice
În 2010 a publicat un articol intitulat „Da ocupației - când este profitabilă”, referindu-se la controlul israelian asupra majorității zonelor din Iudeea și Samaria. În același spirit, în 2023, în timpul Războiul Săbiilor de Fier, Hetsroni și-a exprimat poziții dure și a cerut ocuparea Fâșia Gaza.Format:Fără sursă
În 2015, a doua zi după alegerile pentru Knessetul al XX-lea, a postat un status pe contul său personal, acuzând Legea reîntoarcerii de controlul de dreapta în Israel:
„Dacă nu am fi deschis porțile noastre fără selecție pentru tot felul de evrei, semi-evrei, jumătate-evrei din țări din lumea a treia [...] atunci Bougie ar fi câștigat alegerile cu ușurință. [...] Da, fără imigranți, arabii ar fi obținut mai multe locuri, dar o minoritate mare de Ahmed Tibi este mai bună decât o majoritate de Miri Regev.”

Drept urmare, a fost invitat, împreună cu jurnalista Amira Bouzaglo, într-un panel la emisiunea Yom Hadash, unde a susținut că Legea reîntoarcerii este o lege rasistă. A provocat o furtună mediatică atunci când, ca răspuns la acuzația lui Bouzaglo că este "fascist, rasist și dezgustător", Hetsroni a răspuns: 
„Nu s-ar fi întâmplat nimic rău dacă părinții tăi ar fi rămas în Maroc și ar fi putrezit acolo”
. După răspunsul lui Bouzaglo, "Diferența dintre tine și Hitler nu o văd acum" și "Cine ți-a permis să predai la universitate?", Hetsroni a răspuns: 
„Am obținut profesoratul cu onoare”
, 
„Nu am studiat ca tine la școala generală”
. În acest moment, prezentatorul emisiunii, Yoav Limor, i-a spus că nu s-a rușinat niciodată atât de mult ca acum "de mormanul de prostii care îi ies din gură" și că interviul s-a încheiat pentru el.
De Ziua Ierusalimului, 17 mai 2015, a fost publicat un interviu cu Hetsroni în care a declarat că intenționează să lucreze ca purtător de cuvânt al celor care caută să boicoteze și să denigreze statul ca urmare a "persecuției academice și mediatice" la care este supus, în timp ce se va muta să locuiască în Danemarca.
După moartea părinților săi, mama sa în 2011 și tatăl său în 2016, Hetsroni a decis să graveze mesaje provocatoare pe pietrele lor funerare.
La 2 mai 2022, în timpul unei transmisii speciale a canalului Online TV din Ashdod, cu ocazia Zilei Comemorării Războaielor Israelului și a Victimelor Terorismului, un tânăr i-a aruncat un scaun în față după ce Hetsroni a declarat că nu respectă sirenele de comemorare. În urma incidentului, transmisia a fost întreruptă, iar Hetsroni a fost transportat de Magen David Adom la Spitalul Assuta din Ashdod. În timp ce primea îngrijiri medicale, i-a spus voluntarului Magen David Adom care îl ajuta: "Toată viața mea o să vă spun să vă întoarceți în Maroc. Asta e părerea mea, și o să o spun toată viața mea". Ulterior, a depus o plângere la poliție. Într-un articol de răspuns publicat ulterior pe site-ul Ice, Hetsroni a menționat că, pe lângă agresiune, a fost insultat, a fost stropit cu spray cu piper și detergenți, iar geamul mașinii sale a fost spart. Incidentul a stârnit condamnări din partea unor personalități cunoscute și media precum Sivan Cohen, "Hatzel", Evgeny Grobman și Itai Schechter. Videoclipul care documentează incidentul, în care Hetsroni este văzut îmbrățișându-l stânjenitor pe prezentatorul Kobi Suissa, a devenit viral, generând numeroase omagii online și nu numai, inclusiv o parodie în emisiunea "Eretz Nehederet".

### Proces împotriva aplicației de videoclipuri
În aprilie 2018, contul său personal, care era urmărit de zeci de mii de oameni, a fost închis sub pretextul că a postat discurs de ură. Hetsroni a intentat un proces împotriva aplicației de videoclipuri, cerând redeschiderea contului său și despăgubiri în valoare de un milion de șekeli. În ianuarie 2021, instanța a decis să respingă cererea lui Hetsroni și l-a obligat să plătească 30.000 de șekeli cheltuieli de judecată. În aprilie 2021, Hetsroni a intentat un proces împotriva "aplicației de videoclipuri" din cauza închiderii contului său.

### Conflicte cu instituțiile academice
Hetsroni a dat în judecată Colegiul Academic Emek Yezreel, care a încercat să-l concedieze, iar cazul s-a încheiat cu o înțelegere. În aprilie 2014, Hetsroni a fost convocat la o audiere de concediere de la Universitatea Ariel din cauza declarațiilor sale, dar Curtea Muncii a decis că nu poate fi concediat administrativ și că problema trebuie discutată în comisia de disciplină a universității. În august 2014, Hetsroni a primit o scrisoare de concediere de la universitate și a contestat decizia. Universitatea a susținut că motivul concedierii au fost declarațiile sale ofensatoare la adresa mai multor categorii sociale, inclusiv a femeilor. Potrivit universității, prin propriile cuvinte ale lui Hetsroni, "femeile luptă împotriva exploatării, hărțuirii și violului doar din cauza lipsei lor de atractivitate". În plus, a subestimat specialitatea științelor comunicării pe care o preda, descriind-o ca fiind "o știință a nimic". În iunie, Hetsroni a fost concediat cu efect imediat de la universitate, invocând abateri și daune cauzate de lăsarea deschisă a unei ferestre a apartamentului colegiului. Drept urmare, Hetsroni și-a declarat intenția de a părăsi mediul academic, argumentând că nu există loc pentru cei cu opinii neconvenționale.

## Viața personală
Hetsroni s-a născut în Tel Aviv, fiind singurul fiu al lui Sima (născută Kolker) și David Hetsroni (inițial Sachgovsky). Și-a efectuat serviciul militar la revista Bamahane Gadna.
Hetsroni a locuit în Karmei Yosef intermitent din 1998. În mai 2015, a părăsit Israel și s-a mutat la Copenhaga, Danemarca, apoi în China, apoi s-a întors acasă, în Karmei Yosef.
Între 2015 și 2017 a avut o relație complicată și larg mediatizată cu avocata Shirin Novi, o creștină arabă israeliană. Între 2019 și 2021, a avut o relație cu Nevsal Songer în Turcia. Hetsroni însuși a declarat în mai multe interviuri că se definește ca antinatalist și are o aversiune față de copii.